# العلاقات الدولية (1648–1814)

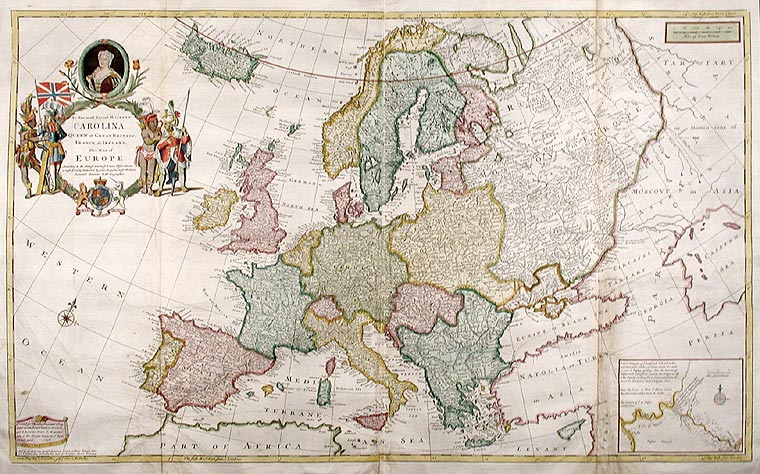
أوروبا في أعقاب صلح وستفاليا عام 1648 حيث كانت حدود القارة مستتبة إلى حد كبير. الخريطة تعود لسنة 1708 من رسم هيرمان مول

تشمل العلاقات الدولية بين عامي 1648 و1814 التفاعلات الكبرى بين الدول الأوروبية، وباقي الدول في القارات الأخرى، وتحديداً العلاقات الدبلوماسية والحروب والهجرة والتفاعلات الثقافية، من صلح وستفاليا إلى مؤتمر فيينا، والعلاقات الدولية بين القوى العظمى التي تبعتها لاحقاً (1814–1919).

## الدبلوماسية والحرب
شهد القرن السابع عشر سلاماً هشاً في أوروبا، فاندلعت المعارك الكبرى كل عام تقريباً –باستثناء العام 1610، ومنذ عام 1669 وحتى عام 1671، ومنذ عام 1680 وحتى 1682. كانت الحروب شنيعة على غير العادة. شهدت أوروبا في أواخر القرن السابع عشر، وتحديداً من عام 1648 وحتى عام 1700، عصراً من الإنجازات الكبرى في المجالات الفكرية والعلمية والفنية والثقافية.
لكن أسوأ فترة كانت حرب الثلاثين عام، التي امتدت من سنة 1618 وحتى 1648، وخلّفت أثراً شديد السلبية على التعداد السكاني في ألمانيا والمناطق المجاورة جرّاء الفقدان الهائل للأرواح وتعطيل الاقتصاد والمجتمع. يعتبر المؤرخون والعلماء، الذين اتخذوا وجهة نظر واقعية تجاه الحروب والدبلوماسية السياسية، صلح وستفاليا (1684) حداً فاصلاً. فقد أنهى الصلح حرب الثلاثين عاماً، التي لعب فيها الدين والأيديولوجيا دوراً كبيراً في تحفيز القوات على خوض الحرب. ومن وجهة نظر واقعية، بشّر صلح وستفاليا بنظام جديد من العلاقات الدولية بين الدول المستقلة ذات القوة المتماثلة تقريباً، والتي لم تكترث كثيراً بالأيديولوجيا والدين، وإنما بتعزيز مكانتها والاستيلاء على المزيد من الأراضي. فعلى سبيل المثال، لم تكرّس الكنيسة الكاثوليكية مواردها لاستعادة الأبرشيات التي خسرتها لصالح البروتستانتية، وإنما لخلق بعثات تبشيرية ضخمة في مستعمرات ما وراء البحار، والتي قد تمكّن الكنيسة من إدخال آلاف السكان الأصليين لتلك المستعمرات في الدين المسيحي الكاثوليكي، وبواسطة أفرادٍ من المجتمع كرسوا أنفسهم لنشر الكاثوليكية، مثل جماعة اليسوعيين. وفقاً لسكوت هاميش، يفترض النموذج الواقعي توجيه السياسات الخارجية بالكامل وفقاً للسياسة الواقعية، وبناءً على الصراع الناجم حول المصادر، والوصول –في نهاية المطاف – لما عُرف لاحقاً بـ «توازن القوى».
لم تَنْمُ الدبلوماسية قبل عام 1700 بشكل كامل، بل أُهدرت عدة فرص لتجنب الحروب. في إنجلترا على سبيل المثال، لم يولِ الملك تشارلز الثاني اهتماماً كبيراً بالدبلوماسية، ما أدى إلى عواقب وخيمة. وخلال الحرب الهولندية بين عامي 1665 و1667، لم تملك إنجلترا سفراء دبلوماسيين في الدنمارك أو السويد. وعندما أدرك الملك تشارلز حاجته لتلك الدول كي تنضم إلى جانبه، أرسل بعثاتٍ خاصة لم تكن على دراية بالسياسة المحلية أو الأوضاع الدبلوماسية أو القوات العسكرية في تلك الدولتين، وكان أفراد تلك البعثات جاهلين تماماً بالشخصيات والسياسة الحزبية. نجم عن هذا الجهل سلسلة من الأخطاء أنهت مساعي إنجلترا في العثور على حلفاء.
وضعت فرنسا معاييراً للدبلوماسية الجديدة والمهنية، وحاكت القوى العظمى الأخرى تلك المعايير، فأصبحت اللغة الفرنسية لغة السياسة الدبلوماسية. انتشر هذا النموذج المهني ببطء في الوكالات الحكومية الوطنية، وشمل مجالاً معيناً وبارزاً من العمليات، وقيادة محترفة اتخذت من الدبلوماسية مهنة لها، وقوانيناً أخلاقية ومعاييراً للسلوك الدبلوماسي المرجو، بالإضافة إلى الأجور المغرية للدبلوماسيين ومعاشات التقاعد. كان للخبرة في هذا المجال قيمة شديدة الأهمية، ولكن على المستويات الرفيعة، كان للمكانة الأرستقراطية والصلات العائلية دورٌ مهم.
عمل الملك لويس الرابع عشر على تطوير أعقد الخدمات الدبلوماسية بشكل ممنهج، فبعث بالسفراء والوزراء ذوي المرتبة الأقل إلى العواصم الكبرى والصغرى، ووفروا جمعيهم سيلاً من المعلومات والنصائح، والتي نُقلت بدورها إلى باريس. أصبحت الدبلوماسية مهنة، وجذبت اهتمام الأرستقراطيين الصغار والأثرياء، والذين تمتعوا بمكانتهم الاجتماعية الرفيعة ضمن بلاط ملوك أوروبا، وتحديداً لكونهم سفراء أقوى دولة في تلك الفترة. نسخت الدول الأخرى النموذج الفرنسي للدبلوماسية بشكل متزايد، فأصبحت الفرنسية لغة الدبلوماسية واستبدلت اللاتينية في هذا المجال. وبحلول العام 1700، لجأ البريطانيون والهولنديون –الذين امتلكوا قوات بحرية كبيرة وأموالاً كثيرة، بالرغم من صغر حجم جيوشهم الأرضية –إلى تطبيق دبلوماسية شديدة الدهاء لتشكيل التحالفات، وقدّموا الدعم للقوات والجيوش كي تحارب إلى جانبهم، أو مثلما حصل مع جنود هِسن، وظفوا أفواجاً من الجنود التابعين للأمراء المرتزقة في الدول الصغيرة. تطلّب توازن القوى تقديرات شديدة الحساسية، أي أن الفوز في معركة ما يعادل اقتطاع جزء من أرض الطرف الخاسر، بدون أي اعتبارٍ لرغبات سُكان تلك الأرض. وفي مؤتمرات ومعاهدات السلام المهمة –معاهدة أوتراخت (1713) مثلاً أو فيينا (1738) أو ايكس لا شابيل (1748) أو معاهدة باريس (1763) –امتاز الجو العام بالمرح والتهكم، أي كان أشبه بجو لعبة يحصل فيها الدبلوماسيون المحترفون على الأراضي بناءً على الانتصارات التي تحققها دولهم، أي مثلما يتحصل الفائزون في الكازينو على المال الحقيقي مقابل قطع النقود المُستخدمة في اللعب.

## حرب الأعوام المائة الثانية: فرنسا بصفتها محور الحرب
في عام 1648، تزعّمت فرنسا القوى الأوروبية، وتمحورت معظم الحروب حول الميول العدوانية التي أبدتها فرنسا تجاه الدول الأخرى. تجاوزتها روسيا الفقيرة حينها بعدد السكان، لكن لم تستطع أي دولة أخرى مجاراتها في الثروة أو الموقع الاستراتيجي في قلب أوروبا أو جيشها القوي والاحترافي. تجنّبت فرنسا الدمار الناجم عن حرب الثلاثين عاماً بشكل كبير. لكنها امتلكت بعض نقاط الضعف، مثل النظام المالي غير الفعال والذي تعرّض لضغوط قاسية من أجل تمويل الحملات العسكرية، وميل الدول الأوروبية الأخرى تجاه تشكيل تحالفات من أجل التصدي لفرنسا.
خلال عهد الملك لويس الرابع عشر (1643 –1715) الطويل جداً، خاضت فرنسا ثلاثة حروبٍ كبرى الحرب الفرنسية الهولندية وحرب التسع سنوات (أو حرب تحالف أوغسبرغ) وحرب الخلافة الإسبانية. بالإضافة إلى صراعين أقل أهمية: هما حرب الأيلولة وحرب لم الشمل. كانت تكلفة تلك الحروب باهظة جداً، لكنها حدّدت السياسة الخارجية للملك لويس الرابع عشر، وكان لشخصيته دورٌ في تشكيل هذا الاتجاه السياسي. دفع مزيجٌ من العوامل –التجارة والرغبة بالانتقام والإهانة –الملك لويس إلى الاقتناع بكون الحرب هي الطريق المثالي لتعزيز مكانته وإكسابه المزيد من الإجلال. ففي فترات السلام، ركّز الملك على الاستعداد من أجل خوض حروبٍ تالية. وأوضح لدبلوماسييه أن مهمتهم توفير الأفضلية التكتيكية والاستراتيجية للجيش الفرنسي. بحلول عام 1695، احتفظت فرنسا بمعظم الأراضي الواقعة تحت سيادتها، لكنها خسرت الهيمنة البحرية لصالح الإنجليز والهولنديين. وفوق ذلك، كانت معظم الدول البروتستانتية والكاثوليكية في اتحادٍ لمجابهة فرنسا. حذّر سيباستيان فوبان –وهو أبرز استراتيجيٍ ومهندس عسكري في فرنسا– الملكَ عام 1689 من التحالف المعادي لفرنسا، وقوته البحرية المتفوقة. واقترح الطريقة المثلى للرد على ذلك، والمتمثلة بالسماح للسفن التجارية الفرنسية بإجراء عمليات القرصنة والاستيلاء على سفن العدو التجارية، بينما تتجنب السفن الفرنسية السفن الحربية لتلك الدول.
أعلنت فرنسا العداء تجاه: ألمانيا وجميع الولايات التي تحتويها، وإسبانيا وجميع الأقاليم التابعة لها في أوروبا وآسيا وأفريقيا وأمريكا، ودوقية سافوي في إيطاليا، وإنجلترا وإسكتلندا وإيرلندا وجميع المستعمرات التابعة لها في جزر الهند الشرقية والغربية، بالإضافة إلى هولندا وممتلكاتها ومنشآتها في جميع أنحاء العالم. كان لفرنسا أيضاً أعداءٌ آخرون، لكنهم لم يعلنوا الحرب ضدها، فظلّوا يكنون العداوة لفرنسا ويحسدون عظمتها، مثل الدنمارك والسويد وبولندا والبرتغال والبندقية وجنوا، وأجزاء من الاتحاد السويسري، فساعدت الدول المذكورة سابقاً –وبشكل سري– أعداء فرنسا عن طريق تقديم الدعم العسكري من الجيوش، وإقراض الأموال، وحماية تجارة الدول المتحالفة ضد فرنسا.